# Lucky Girl (film 2001)
Lucky Girl è un film del 2001 diretto da John Fawcett.
La pellicola ha tra i protagonisti Elisha Cuthbert e Sherry Miller.

## Riconoscimenti
- Gemini Award
  - Miglior performance di un'attrice di supporto (Sherry Miller)
  - Miglior performance drammatica di un'attrice (Elisha Cuthbert)
- WGC Award
  - Miglior sceneggiatura